# Six by Sondheim
Six by Sondheim è un film documentario del 2013 diretto da James Lapine.
Il documentario, prodotto e trasmesso da HBO, è sul compositore statunitense Stephen Sondheim.

## Trama
Incentrato sulla vita e l'opera del compositore Stephen Sondheim, Six by Sondheim ripercorre la carriera del musicista attraverso sei delle sue canzone: Something's Coming (West Side Story), Send in the Clowns (A Little Night Music), I'm Still Here (Follies), Being Alive (Company) e Sunday (Sunday in the Park with George). Il documentario consiste da immagini e filmati d'archivio inframezzati a nuove interviste e performance musicali registrate appositamente per l'occasione.

## Accoglienza
Il documentario è stato accolto positivamente dalla critica e ha vinto il Peabody Award. Sull'aggregatore di recensioni Rotten Tomatoes, la miniserie ottiene il 100% delle recensioni professionali positive basato su 12 recensioni.